# بیمارستان آماجر
بیمارستان آماجر (به لاتین: Amager Hospital) یک بیمارستان در دانمارک است که در جزیره آماجر، کپنهاگ واقع شده است.